# Mimis Papaioannou
Mimis Papaioannou (en griego: Δημήτριος "Μίμης" Παπαϊωάννου; Nea Nikomedeia, Grecia, 23 de agosto de 1942-Atenas, Grecia, 15 de marzo de 2023) fue un futbolista y entrenador de fútbol de Grecia que jugó en las posiciones de Centrocampista y delantero.

## Carrera

### Club
| Periodo   | Club                         | Apariciones | Goles |
| --------- | ---------------------------- | ----------- | ----- |
| 1960-1962 | Veria FC                     | 84          | 40    |
| 1962-1979 | AEK Atenas FC                | 480         | 234   |
| 1979–1982 | New York Pancyprian-Freedoms | 17          | 5     |

### Selección nacional
Formó parte de la selección militar de Grecia de 1962 a 1965, con la que ganó la Copa Mundial Militar en dos ocasiones consecutivas. Con la selección nacional jugó en 61 ocasiones de 1963 a 1978 y anotó 21 goles, teniendo su debut el 27 de marzo de 1963 en la derrota por 1-3 ante Chipre.

### Entrenador
| Periodo   | Club                         |
| --------- | ---------------------------- |
| 1982–1986 | New York Pancyprian-Freedoms |
| 1988      | PAE Kerkyra                  |
| 1988–1989 | Olympiacos Chalkida          |
| 1990      | Evgiros FC                   |
| 1991–1992 | Kefalonia FC                 |

## Tras el Retiro
En diciembre de 2011 publica su autobiografía "Cita en el Aire" (en griego: "Ραντεβού στον Αέρα"), publicada por NIKAS publications y editada por Dimitras Apostolias. Visitó escuelas y habló de fútbol, cuando presentaba los torneos para estudiantes. Papaiannou también jugó con la sección de veteranos de AEK y en la modalidad de fútbol 5. Tiene una estatua de cera en el museo del Agia Sophia Stadium junto a otras estatuas de figuras relacionadas con el AEK en varias posiciones. Su nombre está en uno de los cuatro pilares del estadio, junto a los de otras foguras del club como Kostas Nestoridis, Stelios Serafidis y Thomas Mavros.
El 15 de marzo de 2023 Papaioannou muere a los 80 años por problemas con su salud.

## Logros

### Jugador
AEK Atenas
- Alpha Ethniki: 1962–63, 1967–68, 1970–71, 1977–78, 1978–79
- Greek Cup: 1963–64, 1965–66, 1977–78

New York Pancyprian-Freedoms
- Cosmopolitan Soccer League: 1980
- National Challenge Cup: 1980

Grecia militar
- World Military Cup: 1962, 1963

Individual
- Goleador de la Alpha Ethniki: 1963–64, 1965–66[12]
- Mejor futbolista griego del siglo XX.[13]
- Equipo ideal griego del siglo XX por la RSSSF.[14]

### Entrenador
New York Pancyprian-Freedoms
- Cosmopolitan Soccer League: 1982
- National Challenge Cup: 1982, 1983

## Estadísticas
| Selección | Año   | Apariciones | Goles |
| --------- | ----- | ----------- | ----- |
| Grecia    | 1963  | 1           | 0     |
| Grecia    | 1964  | 5           | 6     |
| Grecia    | 1965  | 4           | 3     |
| Grecia    | 1966  | 1           | 0     |
| Grecia    | 1967  | 5           | 1     |
| Grecia    | 1968  | 3           | 2     |
| Grecia    | 1969  | 7           | 1     |
| Grecia    | 1970  | 6           | 2     |
| Grecia    | 1971  | 5           | 1     |
| Grecia    | 1972  | 5           | 0     |
| Grecia    | 1973  | 1           | 0     |
| Grecia    | 1974  | 4           | 2     |
| Grecia    | 1975  | 5           | 1     |
| Grecia    | 1976  | 3           | 1     |
| Grecia    | 1977  | 3           | 1     |
| Grecia    | 1978  | 3           | 0     |
| Total     | Total | 61          | 21    |

| N.º | Fecha                   | Sede                                           | Rival           | Marcador | Resultado | Torneo                             |
| --- | ----------------------- | ---------------------------------------------- | --------------- | -------- | --------- | ---------------------------------- |
| 1   | 12 de febrero de 1964   | Stamford Bridge, Londres, Inglaterra           | Reino Unido     | 1–2      | 1–2       | 1964 Summer Olympics qualification |
| 2   | 8 de abril de 1964      | Karaiskakis Stadium, El Pireo, Grecia          | Reino Unido     | 2–1      | 4–1       | 1964 Summer Olympics qualification |
| 3   | 8 de abril de 1964      | Karaiskakis Stadium, El Pireo, Grecia          | Reino Unido     | 4–1      | 4–1       | 1964 Summer Olympics qualification |
| 4   | 29 de noviembre de 1964 | Leoforos Alexandras Stadium, Atenas, Grecia    | Dinamarca       | 3–2      | 4–2       | 1966 FIFA World Cup qualification  |
| 5   | 29 de noviembre de 1964 | Leoforos Alexandras Stadium, Atenas, Grecia    | Dinamarca       | 4–2      | 4–2       | 1966 FIFA World Cup qualification  |
| 6   | 9 de diciembre de 1964  | Leoforos Alexandras Stadium, Atenas, Grecia    | Gales           | 1–0      | 2–0       | 1966 FIFA World Cup qualification  |
| 7   | 17 de marzo de 1965     | Ninian Park, Cardiff, Gales                    | Gales           | 1–0      | 1–4       | 1966 FIFA World Cup qualification  |
| 8   | 23 de mayo de 1965      | Olympic Stadium, Atenas, Grecia                | Unión Soviética | 1–1      | 3–1       | 1966 FIFA World Cup qualification  |
| 9   | 3 de octubre de 1965    | Karaiskakis Stadium, El Pireo, Grecia          | Unión Soviética | 1–2      | 1–4       | 1966 FIFA World Cup qualification  |
| 10  | 4 de octubre de 1967    | Karaiskakis Stadium, El Pireo, Grecia          | Austria         | 4–1      | 4–1       | UEFA Euro 1968 qualifying          |
| 11  | 21 de noviembre de 1968 | AEK Stadium, Atenas, Grecia                    | Egipto          | 1–0      | 4–1       | Amistoso                           |
| 12  | 11 de diciembre de 1968 | Karaiskakis Stadium, El Pireo, Grecia          | Portugal        | 1–1      | 4–2       | 1970 FIFA World Cup qualification  |
| 13  | 27 de julio de 1969     | Olympic Park Stadium, Melbourne, Australia     | Australia       | 2–0      | 2–0       | Amistoso                           |
| 14  | 28 de octubre de 1970   | La Romareda, Zaragoza, España                  | España          | 2–1      | 2–1       | Amistoso                           |
| 15  | 9 de diciembre de 1970  | Karaiskakis Stadium, El Pireo, Grecia          | Chipre          | 1–1      | 1–1       | Amistoso                           |
| 16  | 9 de diciembre de 1970  | Vasil Levski National Stadium, Sofía, Bulgaria | Bulgaria        | 2–2      | 2–2       | Amistoso                           |
| 17  | 13 de diciembre de 1974 | Vasil Levski National Stadium, Sofía, Bulgaria | Bulgaria        | 3–2      | 3–3       | UEFA Euro 1972 qualifying          |
| 18  | 15 de noviembre de 1974 | Karaiskakis Stadium, El Pireo, Grecia          | Chipre          | 1–1      | 3–1       | Amistoso                           |
| 19  | 4 de junio de 1975      | Toumba Stadium, Thessaloniki, Grecia           | Malta           | 4–0      | 4–0       | Amistoso                           |
| 20  | 9 de octubre de 1976    | Karaiskakis Stadium, El Pireo, Grecia          | Hungría         | 1–0      | 1–1       | 1978 FIFA World Cup qualification  |
| 21  | 10 de mayo de 1977      | Kaftanzoglio Stadium, Thessaloniki, Grecia     | Unión Soviética | 1–0      | 1–0       | 1978 FIFA World Cup qualification  |